# Archipel Kerama
L'archipel Kerama ou îles Kerama (慶良間諸島, Kerama shotō) est un groupe d'îles de la mer de Chine orientale situé dans le sud-ouest de l'archipel japonais et faisant partie des îles Okinawa et donc de la préfecture d'Okinawa, au nord-est de l'île de Taïwan.
Le récif corallien de l'archipel est désigné site Ramsar le 8 novembre 2005.

## Géographie

### Situation
L'archipel Kerama est situé au sud-ouest de l'île d'Okinawa et est parfois considéré comme partie de l'archipel Okinawa. On y parle l'okinawaïen, qui fait partie des langues ryūkyū.

### Topographie
L'archipel Kerama est composée de cinq îles habitées :
- Tokashiki-jima : 15,31 km2 ;
- Zamami-jima : 6,71 km2 ;
- Aka-jima : 3,96 km2 ;
- Mae-shima : 1,60 km2 ;
- Geruma-jima : 1,15 km2 ;

Et de neuf îles inhabitées de plus de 0,1 km2, dont Fukaji-jima.
On trouve deux villages sur l'archipel :
- Tokashiki, sur Tokashiki-jima et Mae-shima, 705 habitants en 2012 ;
- Zamami, sur Zamami-jima, Aka-jima et Geruma-jima, 898 habitants en 2012.

L'ensemble dépend administrativement du district de Shimajiri situé sur l'île d'Okinawa.

## Histoire
Le 5 mars 2014, l'archipel Kerama, appartenant au parc quasi national d'Okinawa Kaigan, est transformé en parc national de Kerama Shotō, le 31e parc national du Japon, le second à Okinawa avec le parc national d'Iriomote-Ishigaki,.